# Ataenius pseudimparilis
Ataenius pseudimparilis är en skalbaggsart som beskrevs av Zdzisława Stebnicka och Henry Fuller Howden 1997. Ataenius pseudimparilis ingår i släktet Ataenius och familjen Aphodiidae. Inga underarter finns listade.